# Курош Заїм
Курош Заїм (перс. کورش زعیم; нар. 17 травня 1939 (27 ордібехешт 1318) у Кашані) — перекладач, письменник, політичний діяч, дослідник, винахідник, політичний в'язень і член Центральної ради Національного фронту Ірану (6-й Саман), брат Сіамака Заїма.     

## Біографічні відомості
Курош Заїм народився в Кашані. Його бабуся була онукою мулли Ахмада Нарагі та Мохсена Фаїза Кашані. 
Кілька праць Куроша Заїма в наукових галузях, таких як «Посібник з будівництва», «Посібник з математики», «Стратегія виживання», «Біоенергетика» та історичних, зокрема «Старійшини Кашану», «Куди рухається Радянська імперія?» А ще вийшла «Історія НФ від виникнення до перевороту 28 серпня». Також переклав кілька літературних творів, у тому числі «Свобода та відповідальність інтелектуалів» Карла Поппера.
Курош Заїмі також працював дослідником, заснувавши Центр мислення та мовлення та досліджуючи економічну, сільськогосподарську та промислову сфери. Його багато разів заарештовували, допитували та ув'язнювали агенти Ісламської Республіки.